# 柚比インターチェンジ
柚比インターチェンジ（ゆびインターチェンジ）は、佐賀県鳥栖市柚比町にある鳥栖筑紫野道路のインターチェンジである。鳥栖プレミアム・アウトレットと隣接しており、本線上からも施設の一部を確認できる。

## 案内板
- 柚比出口

## 道路
- 鳥栖筑紫野道路

## 接続する道路
- 佐賀県道329号九千部山公園線

## 周辺
- 鳥栖プレミアム・アウトレット
- JR九州鹿児島本線 弥生が丘駅
- 九州シンクロトロン光研究センター
- 中冨記念くすり博物館
- 鳥栖スタジアム北部グラウンド（鳥栖市北部グラウンド）
- 田代公園

## 隣
鳥栖筑紫野道路
国泰寺IC - 柚比IC - 正応寺IC